# Serge Blusson
Serge Blusson, född 7 maj 1928 i Paris, död 14 mars 1994 i Creil, var en fransk tävlingscyklist.
Blusson blev olympisk guldmedaljör i lagförföljelse vid sommarspelen 1948 i London.